# Malcolm Williamson
Pour les articles homonymes, voir Malcolm J. Williamson.
Malcolm Williamson est un compositeur australien, né Malcolm Benjamin Graham Christopher Williamson à Sydney (Australie) le 21 novembre 1931, décédé à Cambridge (Angleterre) le 2 mars 2003.

## Biographie
D'abord élève au Conservatoire de musique de Sydney (en) (où il étudie le piano, le violon, le cor, ainsi que la composition avec Eugène Goossens) jusqu'en 1950, il s'établit définitivement cette année-là en Angleterre, où il reçoit l'enseignement d'Elisabeth Lutyens (à partir de 1953) et d'Erwin Stein (en). 
En 1975, à la mort d'Arthur Bliss, il lui succède au poste de Maître de musique de la reine Élisabeth II, ce qui l'amène à écrire un certain nombre de compositions "officielles" dédiées à la famille royale, durant la période où il occupe ce poste, jusqu'à son décès en 2003.
On lui doit notamment des pièces pour piano (dont quatre sonates) et pour orgue, de la musique de chambre, des œuvres pour orchestre (parmi elles, plusieurs concertos — dont quatre pour piano — et sept symphonies), des œuvres pour voix soliste(s) (dont plusieurs cycles de Songs) et/ou chorales (dont des messes), des musiques pour la scène (dont des ballets et opéras), ainsi que quelques musiques de films et pour la télévision.
Sa musique est influencée dans un premier temps par Arnold Schönberg et la musique sérielle — au contact, en particulier, d'Elisabeth Lutyens —. Mais surtout, avec sa conversion au catholicisme en 1952 (il est né d'un père prêtre de l'Église anglicane), il est ensuite très marqué par l'œuvre d'Olivier Messiaen. Dans une moindre mesure, l'écriture de Benjamin Britten aura également une incidence sur ses propres partitions.

## Compositions[2](sélection)

### Œuvres pour instrument solo
Pièces pour piano
- 1950 : Partita ;
- 1954 : Variations ;
- Sonates no 1 (1956), no 2 (1957), no 3 (1958) et no 4 (1959) ;
- 1961 : Travel Diaries ;
- 1966 : Five Preludes ;
- 1974 : Haifa Watercolours ;
- 1976 : Ritual of Admiration ;
- 1984 : Hymna Titu.

Pièces pour orgue
- 1956 : Fons Amoris ;
- 1959 : Résurgence de feu (titre original) ;
- 1960 : Symphony ;
- 1964 : Elegy for J.F.K. ;
- 1966 : Epitaths for Edith Sitwell ;
- 1973 : Mass of a Medieval Saint ; Peace Pieces ;
- 1976 : Fantasy on 'O Paradise'  ;
- 1977 : The Lion of Suffolk.

Autres instruments
- 1972 : Partita on Themes of Walton pour alto ;
- 1994 : Symphony 'Day that I have loved'  pour harpe.

### Musique de chambre
- 1948 : Quatuor à cordes no 1 Winterset ;
- 1954 : Quatuor à cordes no 2 ;
- 1964 : Variations pour violoncelle et piano ;
- 1965 : Concerto pour deux pianos et quintette à vent ;
- 1967 : Serenade pour flûte, violon, alto, violoncelle et piano ; Sonate pour deux pianos ;
- 1968 : Quintette avec piano ;
- 1976 : Trio avec piano ;
- 1990 : Channukkah Sketches pour flûte et guitare ;
- 1991 : Fanfares et Chorales pour quintette de cuivres ;
- 1993 : Quatuor à cordes no 3.

### Œuvres pour orchestre
Concertos
no 1 pour piano (1958) ; no 2 pour piano et orchestre à cordes (1960) ; pour orgue (1961) ; no 3 pour piano (1962) ; pour violon (1965) ; pour deux pianos et orchestre à cordes (1972) ; pour harpe et orchestre à cordes Au tombeau du martyr juif inconnu (titre original) (1976) ; pour saxophone et orchestre à vents Concertino for Charles (1987) ; no 4 pour piano (1994).
Symphonies
n° 1 Elevamini (1957) ; n° 2 Pilgrim på havet (1968) ; n° 3 The Icy Mirror, avec soprano, mezzo-soprano, deux barytons et chœurs (1972) ; n° 4 Jubilee (1977) ; n° 5 Aquerò (1980) ; n° 6 Liturgy of Homage to the Australian Broadcasting Commission in its Fiftieth Year as University to the Australian Nation (1982) ; n° 7, pour orchestre à cordes (1984). 
Autres œuvres
- 1956 : Ouverture Santiago de Espeda ;
- 1962 : Sinfonia concertante pour trois trompettes, piano et orchestre à cordes ;
- 1965 : Sinfonietta ; Symphonic Variations ; Concerto grosso ;
- 1972 : Epitaths for Edith Sitwell pour orchestre à cordes (orchestration de la pièce éponyme pour orgue de 1966 sus-visée) ;
- 1980 : Ode for Queen Elizabeth pour trio à cordes et orchestre à cordes ; Lament in Memory of Lord Mountbatten of Burma pour violon et orchestre à cordes ;
- 1984 : Cortege for a Warrior ;
- 1988 : Bicentennial Anthem ;
- 1995 : With Proud Thanksgiving.

### Œuvres pour voix soliste(s)
- 1958 : A Vision of Beasts and Gods, cycle pour voix haute et piano ;
- 1963 : Celebration of Divine Love, cycle pour voix haute et piano ;
- 1968 : From a Child's Garden, cycle pour voix haute et piano ;
- 1972 : The Musicians of Bremen pour six voix d'hommes ;
- 1974 : Hammarskjöld Portrait, cycle pour soprano et orchestre à cordes ;
- 1976 : Les Olympiques (titre original), cycle pour mezzo-soprano et orchestre à cordes ;
- 1981 : A Tribute to a Hero, cycle pour voix et piano (+ version pour baryton et orchestre) ;
- 1985 : Songs for a Royal Baby pour soprano, alto, ténor, basse et piano (ou orchestre à cordes) ; Next Year in Jerusalem, cycle pour soprano et orchestre ;
- 1986 : White Dawns, cycle pour baryton et piano ;
- 1993 : New Work pour voix et harpe ;
- 1995 : A Year of Birds, cycle pour soprano et orchestre.

### Œuvres chorales
- 1956 : Mass (messe) pour chœurs a cappella ;
- 1961 : Procession of Psalms pour chœurs et orgue ;
- 1962 : Symphony for Voices pour chœurs a cappella (avec contralto solo) ;
- 1963 : Te Deum pour chœurs et orgue ;
- 1964 : Mass of Saint Andrew pour chœurs et orgue (ou piano) ;
- 1965 : North Country Songs pour voix basse, chœurs et piano ;
- 1967 : Six English Lyrics pour chœurs et orchestre à cordes ;
- 1970 : Cantate Domino pour chœurs et orgue ;
- 1971 : Te Deum Laudamus pour chœurs, ensemble de cuivres et orgue ;
- 1973 : Ode to Music pour deux chœurs (dont un en écho) et orchestre ;
- 1975 : Mass of St. James pour chœurs et orgue (ou piano) ;
- 1977 : Jubilee Hymn pour deux chœurs et orchestre ;
- 1978 : Mass of Christ the King pour soprano lyrique, soprano dramatique, ténor, baryton, deux chœurs (dont un en écho) et orchestre ;
- 1980 : Mass of the People of God pour chœurs et orgue ;
- 1982 : Mass of Saint Margaret of Scotland pour deux chœurs et orgue (ou piano) ;
- 1984 : A Pilgrim Liturgy pour mezzo-soprano, baryton, chœurs et orchestre ;
- 1988 : The True Endeavour pour récitant, chœurs et orchestre ;
- 1990 : Mass of Saint Etheldreda pour chœurs et orgue ; Beyond the Sun and the Moon pour récitant, chœur d'enfants et orchestre ;
- 1992 : Requiem for a Tribe Brother pour chœurs a cappella.

### Musique pour la scène
Opéras
- 1963 : Our Man in Havanna, opéra en trois actes d'après Graham Greene, livret de Sidney Gilliat ;
- 1964 : English Eccentrics, opéra de chambre en deux actes d'après Edith Sitwell, livret de Geoffrey Dunn ;
- 1966 : The Violons of Saint Jacques, opéra en trois actes d'après Patrick Leigh Fermor, livret de William Chappell ;
- 1968 : The Growning Castle, opéra en deux actes d'après August Strindberg, livret du compositeur ;
- 1972 : The Red Sea, opéra en un acte, livret du compositeur.

Ballets
- 1963 : The Display ;
- 1966 : Sun into Darkness ;
- 1974 : Perisynthion ;
- 1985 : Heritage.

### Musiques de films
- 1960 : Les Maîtresses de Dracula (Brides of Dracula) de Terence Fisher
- 1970 : Les Horreurs de Frankenstein (The Horrors of Frankenstein) de Jimmy Sangster
- 1970 : Le Mannequin défiguré (Crescendo) d'Alan Gibson
- 1973 : Nothing But the Night de Peter Sasdy
- 1978 : La Folle Escapade (Watership Down), film d'animation de Martin Rosen (musique du prologue et du générique de début)

### Musiques pour la télévision
- 1968 : Série Jackanory, cinq épisodes
- 1974-1975 : Série Churchill's People, vingt-six épisodes
- 1984 : Les Masques de la mort (The Masks of the Death), téléfilm de Roy Ward Baker
- 1989 : Peter Cushing : A One-Way Ticket to Hollywood, documentaire d'Alan Bell (musique coécrite par James Bernard)